# Campeonato da Europa de Corta-Mato de 2022
O Campeonato da Europa de Corta-Mato de 2022 foi a 28ª edição da competição organizada pela Associação Europeia de Atletismo no dia 11 de dezembro de 2022. As provas ocorreram no Parque Regional La Mandria, em Turim, na Itália. Foram disputadas sete categorias com a presença de 623 atletas de 40 nacionalidades.

## Quadro de medalhas
O quadro de medalhas foi publicado.
| Ordem | País         | Medalha de ouro | Medalha de prata | Medalha de bronze | Total |
| ----- | ------------ | --------------- | ---------------- | ----------------- | ----- |
| 1     | Grã-Bretanha | 5               | 4                | 1                 | 10    |
| 2     | Itália       | 2               | 2                | 0                 | 4     |
| 3     | Espanha      | 2               | 1                | 2                 | 5     |
| 4     | Noruega      | 2               | 1                | 0                 | 3     |
| 5     | França       | 1               | 1                | 3                 | 5     |
| 6     | Alemanha     | 1               | 1                | 2                 | 4     |
| 7     | Irlanda      | 0               | 2                | 3                 | 5     |
| 8     | Turquia      | 0               | 1                | 0                 | 1     |
| 9     | Bélgica      | 0               | 0                | 1                 | 1     |
| 9     | Finlândia    | 0               | 0                | 1                 | 1     |
| Total | Total        | 13              | 13               | 13                | 39    |

## Medalhistas
Esses foram os resultados do campeonato.
| Evento                    | Ouro | Ouro            | Prata | Prata            | Bronze | Bronze            |
| ------------------------- | --- | --------------- | --- | ---------------- | --- | ----------------- |
| Sênior masculino 9.572 m  | Jakob Ingebrigtsen · Noruega                                                                                       | 29:33           | Emile Cairess · Grã-Bretanha                                                                                         | 29:42            | Isaac Kimeli · Bélgica                                                                                                | 29:45             |
| Sênior feminino 7.662 m   | Karoline Bjerkeli Grøvdal · Noruega                                                                                | 26:25           | Konstanze Klosterhalfen · Alemanha                                                                                   | 26:29            | Alina Reh · Alemanha                                                                                                  | 27:19             |
| Sub-23 masculino 7.662 m  | Charles Hicks · Reino Unido                                                                                        | 23:40           | Zak Mahamed · Grã-Bretanha                                                                                           | 23:48            | Valentin Bresc · França                                                                                               | 23:58             |
| Sub-23 feminino 5.722 m   | Nadia Battocletti · Itália                                                                                         | 19:55           | Megan Keith · Grã-Bretanha                                                                                           | 20:08            | Alexandra Millard · Reino Unido                                                                                       | 20:27             |
| Sub-20 masculino 5.722 m  | Will Barnicoat · Grã-Bretanha                                                                                      | 17:40           | Nick Griggs · Irlanda                                                                                                | 17:41            | Dean Casey · Irlanda                                                                                                  | 17:46             |
| Sub-20 feminino 43.812 m  | María Forero · Espanha                                                                                             | 13:04           | Ingeborg Østgård · Noruega                                                                                           | 13:07            | Ilona Mononen · Finlândia                                                                                             | 13:08             |
| Equipe masculina sênior   | Bastien Augusto · Yann Schrub · Morhad Amdouni · Valentin Gondouin · Youssef Mekdafou · Donovan Christien · França | 24 pts (6+7+11) | Yemaneberhan Crippa · Yohanes Chiappinelli · Osama Zoghlami · Nekagenet Crippa · Pasquale Selvarolo · Itália         | 25 pts (4+8+13)  | Mohamed Katir · Abdessamad Oukhelfen · Carlos Mayo · Roberto Aláiz · Nassim Hassaous · Sergio Paniagua · Espanha      | 36 pts (9+10+17)  |
| Equipe feminina sênior    | Konstanze Klosterhalfen · Alina Reh · Hanna Klein · Miriam Dattke · Caterina Granz · Alemanha                      | 9 pts (2+3+4)   | Jessica Warner-Judd · Abbie Donnelly · Poppy Tank · Jessica Gibbon · Cari Hughes · Amy-Eloise Markovc · Grã-Bretanha | 30 pts (8+9+13)  | Eilish Flanagan · Roisin Flanagan · Mary Mulhare · Ann-Marie McGlynn · Aoibhe Richardson · Michelle Finn · Irlanda    | 50 pts (11+12+27) |
| Equipe masculina sub-23   | Charles Hicks · Zak Mahamed · Matthew Stonier · Rory Leonard · Joseph Wigfield · Tomer Tarragano · Grã-Bretanha    | 11 pts (1+2+8)  | Valentin Bresc · Étienne Daguinos · Antoine Senard · Luc Le Baron · Pierre Bordeau · Téo Rubens Banini · França      | 14 pts (3+4+7)   | Efrem Gidey · Keelan Kilrehill · Shay McEvoy · Darragh McElhinney · Jamie Battle · Thomas McStay · Irlanda            | 29 pts (5+9+15)   |
| Equipe feminina sub-23    | Megan Keith · Alexandra Millard · Grace Carson · Eloise Walker · Alice Goodall · Yasmin Marghini · Grã-Bretanha    | 10 pts (2+3+5)  | Nadia Battocletti · Aurora Bado · Giovanna Selva · Anna Arnaudo · Sara Nestola · Ludovica Cavalli · Itália           | 31 pts (1+14+16) | Manon Trapp · Floriane Quesada · Flavie Renouard · Eugénie Lorain · Anaëlle Guillonnet · Léatitia Croissant · Irlanda | 38 pts (6+15+17)  |
| Equipe masculina sub-20   | Will Barnicoat · Sam Mills · Luke Birdseye · Edward Bird · Johnny Livingstone · Jacob Deacon · Grã-Bretanha        | 10 pts (1+4+5)  | Nick Griggs · Dean Casey · Sean McGinley · Callum Morgan · Jonas Stafford · Mark Hanrahan · Irlanda                  | 17 pts (2+3+12)  | Jaime Migallon · Mario Monreal · David Cantero · Aleix Vives · Eric Lore · Espanha                                    | 30 pts (6+8+16)   |
| Equipe feminina sub-20    | María Forero · Iraia Mendia · Antía Castro · María Viciosa · Marta Serrano · Ines Docampo · Espanha                | 21 pts (1+9+11) | Ayça Fidanoğlu · Edibe Yağız · Pelinsu Şahin · Sıla Ata · Turquia                                                    | 25 pts (7+8+10)  | Kira Weis · Lisa Merkel · Sofia Benfares · Carolina Schafer · Johanna Pulte · Alemanha                                | 33 pts (6+13+14)  |
| Revezamento misto 5.772 m | Pietro Arese · Federica Del Buono · Yassin Bouih · Gaia Sabbatini · Itália                                         | 17:23           | Jesús Gómez · Solange Pereira · Adrián Ben · Rosalía Tarraga · Espanha                                               | 17:24            | Romain Mornet · Charlotte Mouchet · Azeddine Habz · Anaïs Bourgoin · França                                           | 17:31             |

- Nota: Os atletas em itálico não pontuaram no resultado da equipe.